# (10601) Hiwatashi
(10601) Hiwatashi est un astéroïde de la ceinture principale.

## Description
(10601) Hiwatashi est un astéroïde de la ceinture principale. Il fut découvert le 16 octobre 1996 à Kuma Kogen par Akimasa Nakamura. Il présente une orbite caractérisée par un demi-grand axe de 3,16 UA, une excentricité de 0,25 et une inclinaison de 3,0° par rapport à l'écliptique.

## Compléments